# Tobisch Ilona
Tobisch Ilona (Budapest, 1900. augusztus 1. – Budapest, 1985. február 17.) magyar festőművész, rajztanár.

## Élete
Művészeti tanulmányait a budapesti Képzőművészeti Főiskolán végezte Réti István tanítványaként, majd Nagybányán, a szabadiskolában tanult. Később Olaszországban, Hollandiában, Franciaországban, Jugoszláviában és Nyugat-Németországban is járt tanulmányúton. Sokat dolgozott Szentendrén és Szigligeten is. 1924-től szerepelt kiállításokon a Műcsarnokban, a Nemzeti Szalonban és az Ernst Múzeumban is, az 1930-as években rendszeres szereplője volt a Nemzeti Szalon kiállításainak. 1938-ban a Szalmássy Galériában, 1967-ben pedig a Derkovits Teremben volt egyéni gyűjteményes kiállítása.
Művészetét a nagybányai hagyományok hatása, összefogott és konstruktív szemlélet jellemzi. Főleg figurális kompozíciókat és tájképeket festett, sokat foglalkozott a természettel harmóniában élő ember és a hazai táj ábrázolásával. Kedvelt témái közé tartozott a hegyvidék és a Balaton-part is.
Az Erzsébet Nőiskolában, majd a Május 1. út 9-15. szám alatti általános iskolában tanított.